# Roland Brückner
Pour les articles homonymes, voir Bruckner.
Roland Brückner (né le 14 décembre 1955 à Köthen) était un gymnaste est-allemand.

## Palmarès

### Jeux olympiques
- Montréal 1976
  -  médaille de bronze au concours par équipes

- Moscou 1980
  -  médaille d'or au sol
  -  médaille d'argent au concours par équipes
  -  médaille de bronze au saut de cheval
  -  médaille de bronze aux barres parallèles

### Championnats du monde
- Strasbourg 1978
  -  médaille de bronze au concours par équipes

- Fort Worth 1979
  -  médaille d'or au sol

### Championnats d'Europe
- Rome 1981
  -  médaille d'or au Sol